# Llibreta
|  | No s'ha de confondre amb Quadernet. |

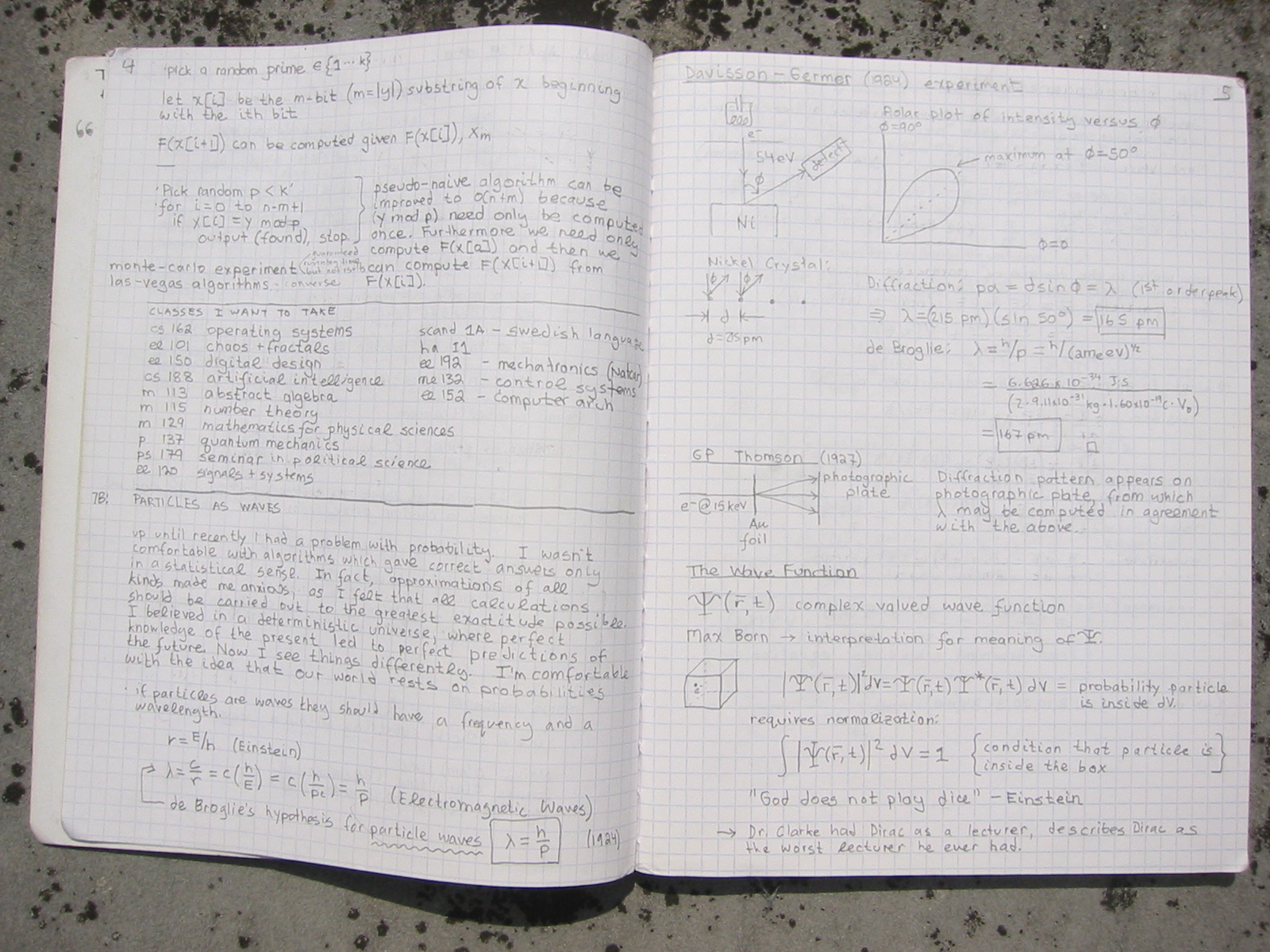
Quadern amb fulls quadriculats i les notes d'un estudiant.

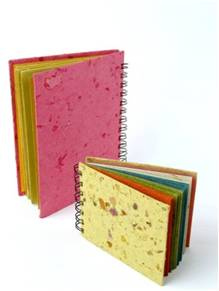
Dos quaderns d'espiral amb tapes artesanals.

Un quadern (també quadernet, quadern de notes, llibreta per castellanisme etc.) és un llibre de fulls en blanc, ratllats o quadriculats que s'usa per a prendre notes, dibuixar, etc. Va ser inventat en 1920 per l'australià J.A. Birchall, que fou el primer a ajuntar diversos papers i unir-los a un tros de cartolina, en lloc de deixar-los com un munt de fulls solts. Encara que molta gent usa llibretes, aquestes són més comunament associades amb els estudiants, que solen dur quaderns per a apuntar les notes de les diferents assignatures.
Els artistes usen sovint grans quaderns que inclouen amplis espais de paper en blanc per a poder dibuixar. Els advocats són també coneguts per usar quaderns grans que solen portar paper ratllat i són apropiats per a usar-se en taules i escriptoris. Les ratlles horitzontals d'aquests quaderns poden ser més o menys amples permetent més o menys línies d'escriptura. Els periodistes prefereixen quaderns de mida petita (notes de premsa), que són de bon portar i de vegades usen la taquigrafia per a prendre notes. Els científics i altres investigadors usen quaderns de laboratori per a documentar els seus experiments. Les notes d'aquests quaderns són sovint de quadrícula per a facilitar el traçat de dades.
Amb freqüència és més barat comprar quaderns d'espiral, és a dir, enquadernat per mitjà d'una espiral de filferro que travessa les tapes i els fulls per unes perforacions a un costat. Una altra forma possible d'enquadernació és la d'usar cola per a ajuntar les pàgines. Avui dia és freqüent que els quaderns tinguen una línia de perforació a una banda dels fulls perquè puguen ser separats fàcilment. En els quaderns d'espiral també es poden arrancar els fulls fàcilment però deixant una marca desigual en la part del full que s'esquinça amb les anelles.
Des del segle XX s'han fet molts intents d'integrar la simplicitat de les llibretes amb la capacitat d'edició i recerca dels ordinadors. Per a això van aparèixer els PDA, integrant menuts indicadors de cristall líquid amb una capa sensitiva al contacte per a entrar gràfics i text escrit. Els tablet PC són considerablement més grans i proporcionen més espai d'escriptura i navegació.